# Hon Duc Cong
Hôn Đức Công, namn vid födseln (tên huý) Dương Nhật Lễ, död 1370, var den åttonde kejsaren av Trandynastin i Vietnam. Han regerade från 1369 till 1370. Han var adoptivson till en bror till hans föregångare. Han kom att efterträdas av sin farbror Trần Nghệ Tông. Hon Duc Cong 
Dương Nhat Le hade en drottning gemål, som var dotter till den framtida kejsaren Tran Nghe Tong, och en son som blev slagen till döds tillsammans med honom år 1370.